# Rehmannia glutinosa
Реманія клейка (Rehmannia glutinosa) — вид рослини родини Вовчкові .

## Назва
Слово «клейка» (лат. glutinosa) в біномінальній назві походить від клейких коренів рослини. В англійській мові має назву «китайська наперстянка» (англ. chinese foxglove). В Китаї відома під назвою Sheng Di huang (кит.: 生]地黄).

## Будова
Багаторічна рослина з розеткою листків довжиною до 10 см. Квіти з'являються в суцвіттях на високому (15-30 см) стеблі. Квіти коричнюваті трубчасті з темними прожилками.

## Поширення та середовище існування
Зростає у північному Китаї в лісах та кам'янистих місцях.

## Практичне використання
Вирощують в Китаї протягом 2000 років для медичних цілей. Популярний інгредієнт у китайській та японській традиційній медицині.

## Галерея

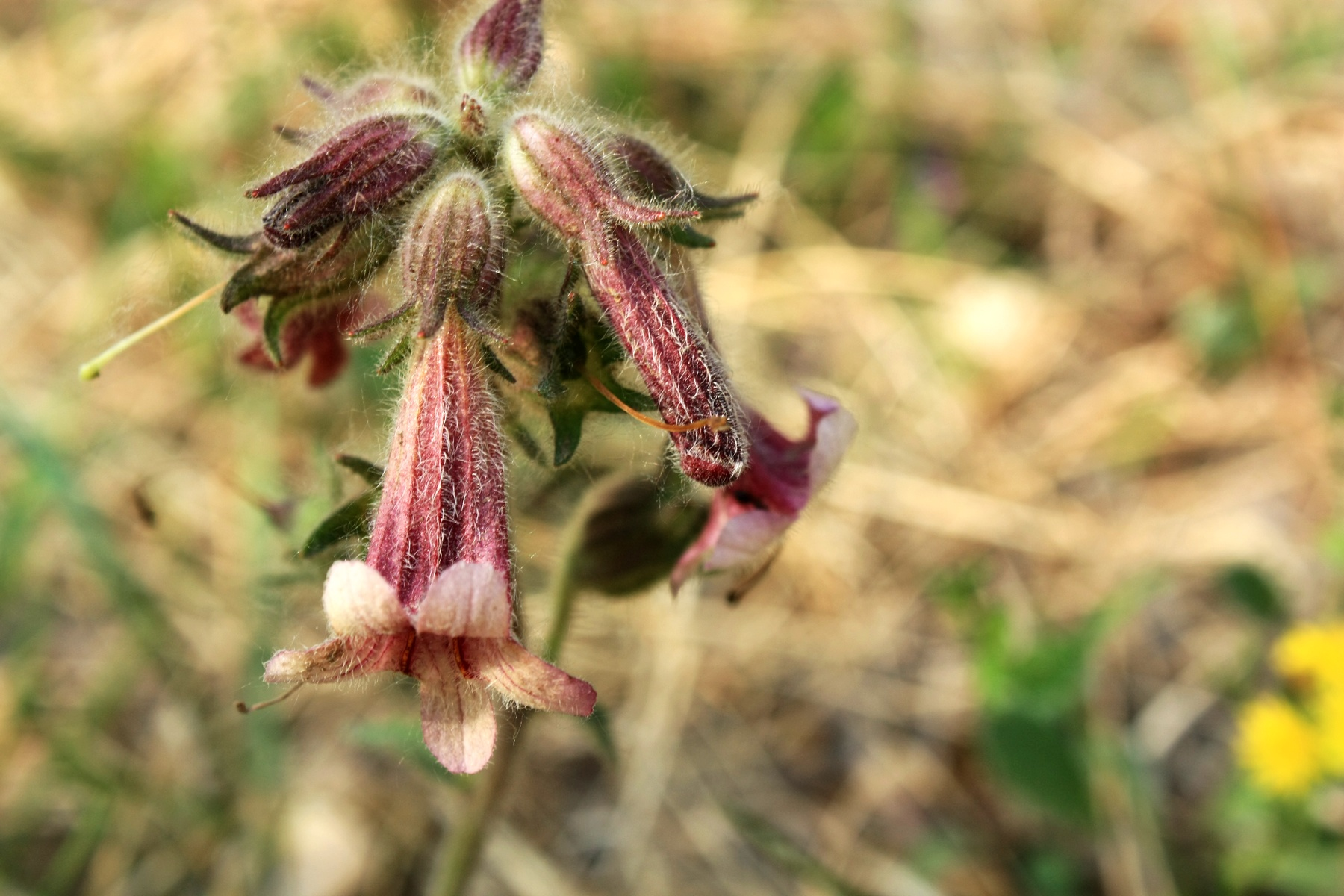
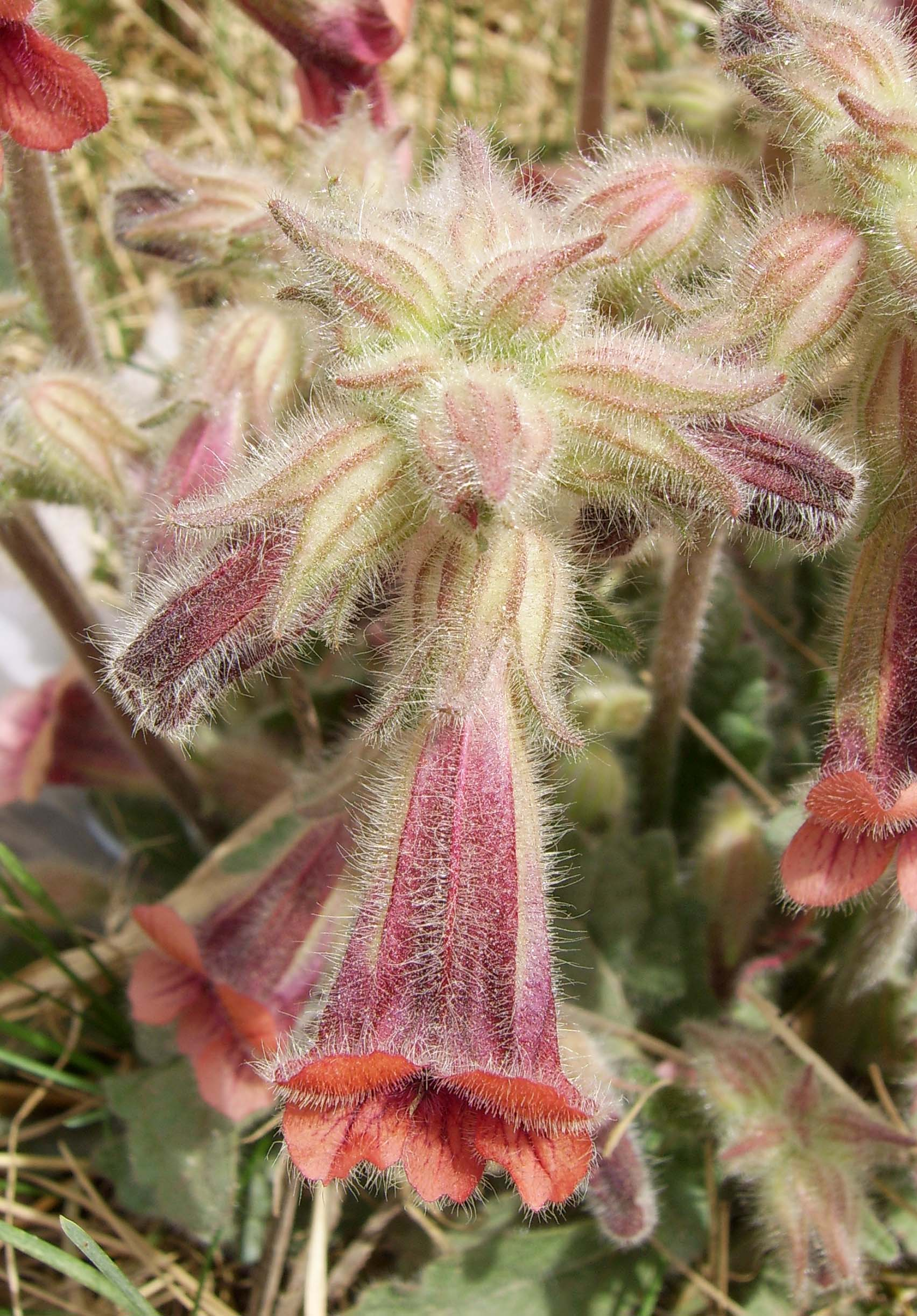